# Cities XL
Cities XL – komputerowa gra strategiczno–ekonomiczna z serii o tym samym tytule wyprodukowana przez francuskie studio Monte Cristo i wydana przez Namco Bandai Games na platformę PC 9 października 2009.

## Rozgrywka
W grze zawarte zostały trzy style architektoniczne, azjatycki, amerykański i europejski co pozwala na wiele możliwości tworzenia miasta. Na fikcyjnych planetach ustanowiono różne strefy klimatyczne i krajobrazy.
Gracz może zaplanować i zbudować infrastrukturę miejską. Musi zadbać o mieszkańców poprzez tworzenie miejsc pracy, terenów rekreacyjnych, świadczeń socjalnych czy imprezy kulturalne. Koncepcja miasta musi zostać przemyślana i uwzględniać kierunki rozwoju miasta.
W grze zawarty został płatny tryb gry wieloosobowej umożliwiający grę przez Internet. Gracz może współpracować i zawierać umowy partnerskie z innymi graczami. Dzięki opcji Avatar gracz może stworzyć bohatera, który będzie pojawiać się na dowolnych imprezach kulturalnych lub jako turysta w miastach pozostałych graczy. 8 marca 2010 roku serwery gry zostały wyłączone z powodu nikłego zainteresowania graczy, wszystkie funkcje gry wieloosobowej stały się niedostępne.